# Нагнибеда, Семён Маркович
Семён Маркович Нагнибеда (1905—1943) — красноармеец Рабоче-крестьянской Красной Армии, участник Великой Отечественной войны, Герой Советского Союза (1944).

## Биография
Семён Нагнибеда родился в 1905 году в селе Солоница (ныне — Козельщинский район Полтавской области Украины). После окончания начальной школы работал в колхозе. В 1941 году Нагнибеда был призван на службу в Рабоче-крестьянскую Красную Армию. С июля того же года — на фронтах Великой Отечественной войны. К осени 1943 года красноармеец Семён Нагнибеда был сапёром 269-го отдельного сапёрного батальона 12-й армии Юго-Западного фронта. Отличился во время битвы за Днепр.
Осенью 1943 года Нагнибеда участвовал в форсировании Днепра и боях за захват и удержание плацдарма на его западном берегу в районе села Петро-Свистуново Солонянского района Днепропетровской области Украинской ССР. В тех боях Нагнибеда лично уничтожил два вражеских танка. 
Указом Президиума Верховного Совета СССР от 19 марта 1944 года за «мужество и героизм, проявленные при форсировании Днепра и удержании плацдарма на его правом берегу» красноармеец Семён Нагнибеда был удостоен высокого звания Героя Советского Союза. Также был награждён орденами Ленина и Отечественной войны 2-й степени, рядом медалей.
10 октября 1943 года он погиб в бою севернее Запорожья при переправе через реку Вильно.
В честь Нагнибеды названа улица в его родном селе.